# Cortegana
Cortegana ist ein Ort und eine Gemeinde (municipio) mit 4.618 Einwohnern (Stand: 2024) im Norden der südspanischen Provinz Huelva in der Autonomen Gemeinschaft Andalusien.

## Lage
Der Ort Cortegana liegt auf einer Anhöhe im westlichen Teil der Sierra Morena knapp 100 km (Fahrtstrecke) nordöstlich der Hafenstadt Huelva in einer Höhe von ca. 680 m ü. d. M. Das Klima im Winter ist gemäßigt, im Sommer dagegen warm bis heiß; die Niederschlagsmengen (ca. 685 mm/Jahr) fallen – mit Ausnahme der nahezu regenlosen Sommermonate – verteilt übers ganze Jahr.

## Bevölkerungsentwicklung
| Jahr      | 1857  | 1900  | 1950  | 2000  | 2010  | 2020  |
| Einwohner | 3.874 | 5.733 | 7.405 | 5.007 | 4.842 | 4.649 |

Der deutliche Bevölkerungsrückgang in der zweiten Hälfte des 20. Jahrhunderts ist im Wesentlichen auf die Mechanisierung der Landwirtschaft und den damit einhergehenden Verlust an Arbeitsplätzen zurückzuführen.

## Wirtschaft
Während das Umland über Jahrhunderte in hohem Maße landwirtschaftlich geprägt war, ließen sich im Ort selbst auch Kleinhändler, Handwerker und Dienstleister aller Art nieder. Früher spielte die Korkproduktion eine wichtige Rolle, heute ist es eher der innerspanische Tourismus in unterschiedlichster Form.

## Geschichte
Prähistorische und antike Funde fehlen bislang. Aus westgotischer Zeit ist der Ortsname Cortesana überliefert, den die Mauren in Cartsana umwandelten. Im Zuge der Rückeroberung (reconquista) der ehemals christlichen Gebiete im Süden der Iberischen Halbinsel aus den Händen der Mauren wurde die Stadt im Jahr 1231 vom portugiesischen König Sancho II. (reg. 1223–1247/8) eingenommen, jedoch wenige Jahre später an Kastilien abgetreten; dennoch blieb die Gegend lange Zeit zwischen Kastilien und Portugal umstritten. Vom kastilischen König Sancho IV. (reg. 1284–1295)  erhielt die Stadt etliche Privilegien (fueros); zehn Jahre später befahl er den Bau von Burgen (castillos) in mehreren wichtigen Städten der Region.

## Sehenswürdigkeiten

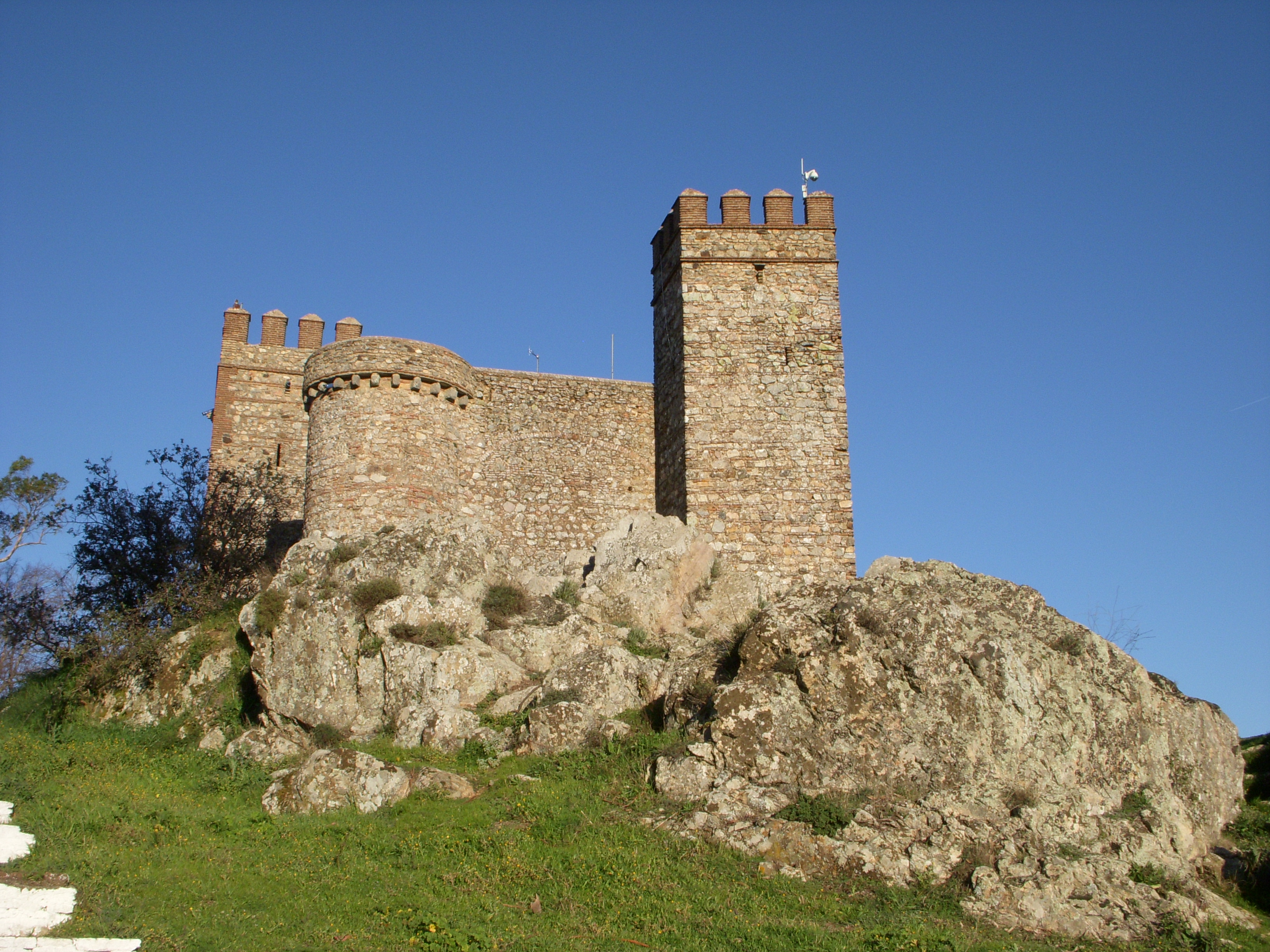
Burg (castillo)

- Die Entstehungsgeschichte der Burg ist unbekannt; meist wird sie jedoch ins ausgehende 13. oder ins beginnende 14. Jahrhundert datiert. Der aus nur grob behauenen Bruchsteinen errichtete Bau verfügt über vier Türme mit quadratischem und einen mit rundem Grundriss. Im eher kleinen Innenhof befindet sich eine Zisterne (aljibe). Der Wehrgang und einige gewölbte Räume sind zu besichtigen.[8]
- Die aus einer Mischung von Bruch- und Ziegelsteinen im Mudéjarstil errichtete Iglesia del Divino Salvador ist Christus als göttlichem Erlöser geweiht. Sie entstand bereits um die Mitte des 14. Jahrhunderts, wurde jedoch im 16. Jahrhundert modernisiert. Das Innere der Kirche ist dreischiffig und präsentiert mehrere Altarretabel, die im Jahr 1936 in Brand gesetzt, aber gerettet und restauriert werden konnten. Die Kanzel (pulpito) aus dem 17. Jahrhundert blieb anscheinend weitgehend unversehrt. Beachtenswert ist auch der silberne Kirchenschatz.[9]
- Die kleine Iglesia oder Ermita de San Sebastián stammt ebenfalls aus dem 14. Jahrhundert; sie wurde jedoch in ihrer äußeren Gestalt bis auf die beiden Portale und den Glockengiebel nicht verändert. Das Kirchenschiff wurde im 18. Jahrhundert barockisiert.[10]
- In der Calle La Caza sind einige Häuser aus dem 14. Jahrhundert (casas mudéjares) erhalten.[11]
- Die Casa Estrada genannte Villa entstand im ausgehenden 19. und beginnenden 20. Jahrhundert im Stil des Eklektizismus.[12]
- Der große Brunnen (Fuente Monumental) auf dem Hauptplatz stammt aus dem ausgehenden 19. Jahrhundert.[13]